# Société des alcools du Nouveau-Brunswick
La Société des alcools du Nouveau-Brunswick (New Brunswick Liquor Corporation en anglais), dont la marque de commerce est Alcool NB Liquor (aussi appelée ANBL ou familièrement Commission des liqueurs), est une société de la couronne néo-brunswickoise (Canada). Elle est responsable de l'achat, de l'importation, de la distribution et de la vente au détail de toutes les boissons alcoolisées.
La société est basée à Fredericton. 

## Produits et points de vente
L'ANBL possède 51 magasins, en plus de 70 franchises privées. Il y en a dans toutes les régions du Nouveau-Brunswick, et dans la plupart des municipalités.

## Histoire
À l'origine, la Commission des alcools du Nouveau-Brunswick fut créée après la prohibition, en 1927, pour importer, distribuer, vendre et réglementer l'alcool. En 1962, la Régie des alcools du Nouveau-Brunswick remplaça la Commission des alcools du Nouveau-Brunswick. La même année, la vente et la consommation sur place furent permises pour les restaurants, les bars, les tavernes, etc. En 1976, la Société des alcools du Nouveau-Brunswick est créée. Le mandat de la réglementation va alors au ministère des Finances par l'intermédiaire de la Commission des licences et permis d'alcool. Cette commission fut abolie peu après et ses fonctions transférées au ministère de la Sécurité publique.
Un plan quinquennal commencé en 1992 ramène le nombre de magasins de 77 à 50.
En 2009, Alcool NB, désirant mettre fin à la baisse de profit causée par le coût de la bière moins élevé au Québec, lance la marque de bière Sélection, disponible en variété Lager et Light. Malgré dix-huit mois de bonnes ventes, la société doit retirer le produit des tablettes en 2011, à la suite d'une baisse considérable des ventes.